# إدي فيشر (ملحن)
إدي فيشر (بالإنجليزية: Eddie Fisher)‏ هو ملحن وطبال أمريكي، ولد في 17 ديسمبر 1972 في هيلسبورو في الولايات المتحدة.

## وصلات خارجية
- إدي فيشر على موقع ميوزك برينز (الإنجليزية)
- إدي فيشر على موقع ديسكوغز (الإنجليزية)